# Palazzo Guicciardini Corsi Salviati
Palazzo Guicciardini Corsi Salviati è un edificio di Firenze, situato in via Ghibellina 71, 73, 75.

## Storia e descrizione
La costruzione, così come oggi si presenta, risale agli ultimi anni del Seicento (la conclusione dei lavori è attestata nel 1697), eretta su commissione di Cosimo Del Sera e progetto dell'architetto Pietro Paolo Giovannozzi. Successivamente la proprietà passò ai Corsi (che nel 1816 riordinarono l'edificio e ne rinnovarono integralmente l'arredamento) e, per via ereditaria, ai Corsi Salviati e quindi ai Guicciardini Corsi Salviati. 

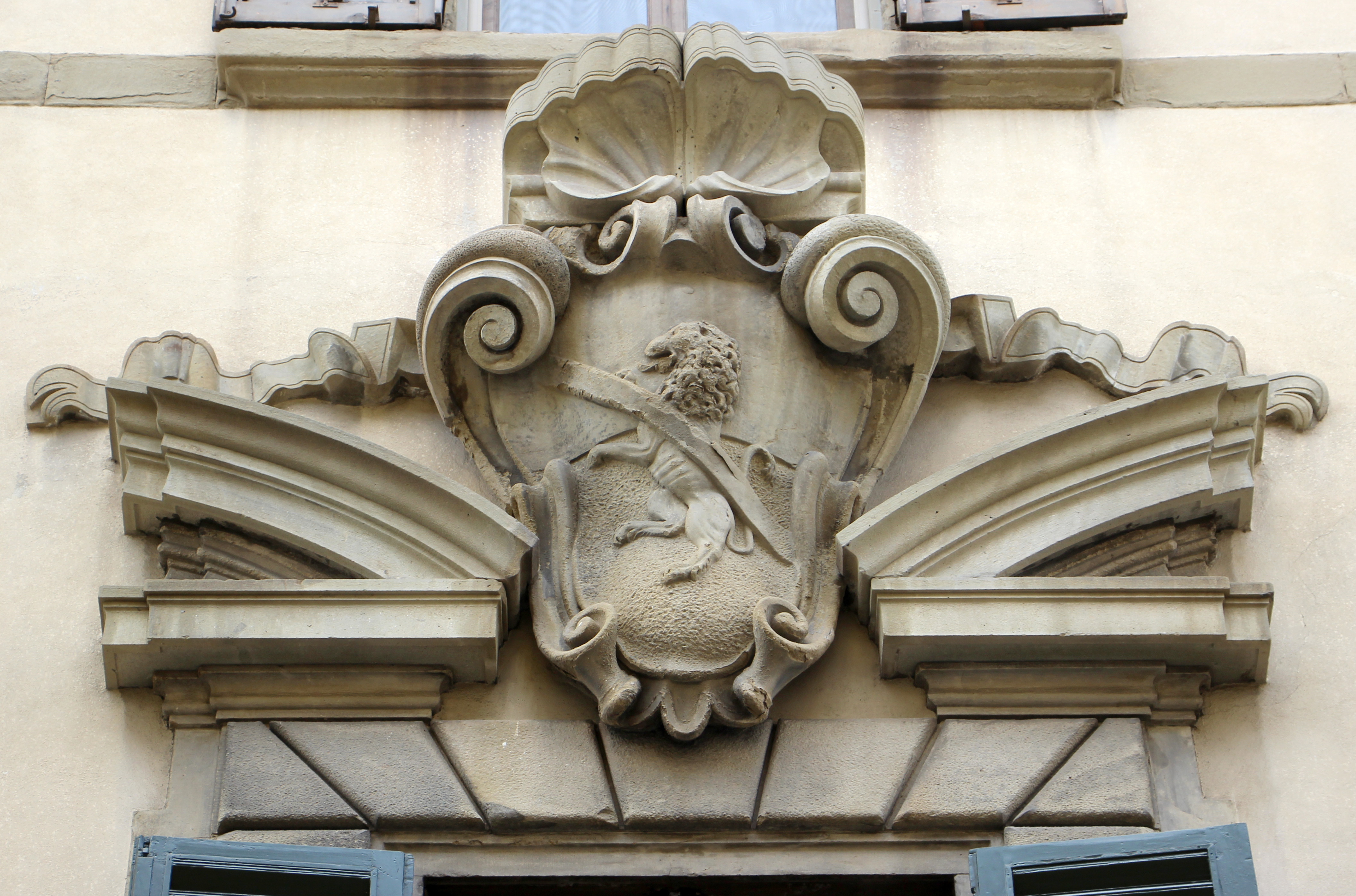
Stemnma Corsi

Walther Limburger sottolinea la particolarità del disegno del frontone alle finestre del piano terreno (e lo stesso potrebbe dirsi del finestrone aperto sul terrazzino che corona il portone), che dice "unico a Firenze", e comunque interpretabile come derivazione da modelli buontalentiani. Così invece Federico Fantozzi, a ricordarci l'alterna fortuna critica riservata alla fabbrica: "È di uno stile di architettura pesante e duro, sebbene sia grandioso, euritmetico e regolare". 
Il fronte in effetti è caratterizzato dall'equilibrio della disposizione delle aperture, con il portale centrale sormontato da un terrazzino (per il quale esiste una licenza rilasciata dai Capitani di Parte nel 1696-1697) con finestrone coronato da un timpano spezzato. Le finestre hanno cornici bugnate e frontoni arcuati, con volute plasticamente rilevate. Al centro della facciata è un grande scudo con l'arme della famiglia Corsi (trinciato di verde e di rosso, al leone dell'uno all'altro, e alla banda attraversante d'argento). 
Dotato di cortile, con arcate tamponate e stemmi Guicciardinio e Corsi, si sviluppa sui canonici tre piani (due sopraelevati), più un mezzanino all'ultimo piano caratterizzato da una finestrature che compare anche in facciata. 
All'interno la letteratura segnala una ricca decorazione affresco eseguita da Pier Dandini e dai suoi allievi, culminante nella volta della galleria con l'Allegoria dei Continenti. Il palazzo appare nell'elenco redatto nel 1901 dalla Direzione Generale delle Antichità e Belle Arti, quale edificio monumentale da considerare patrimonio artistico nazionale.

## Bibliografia

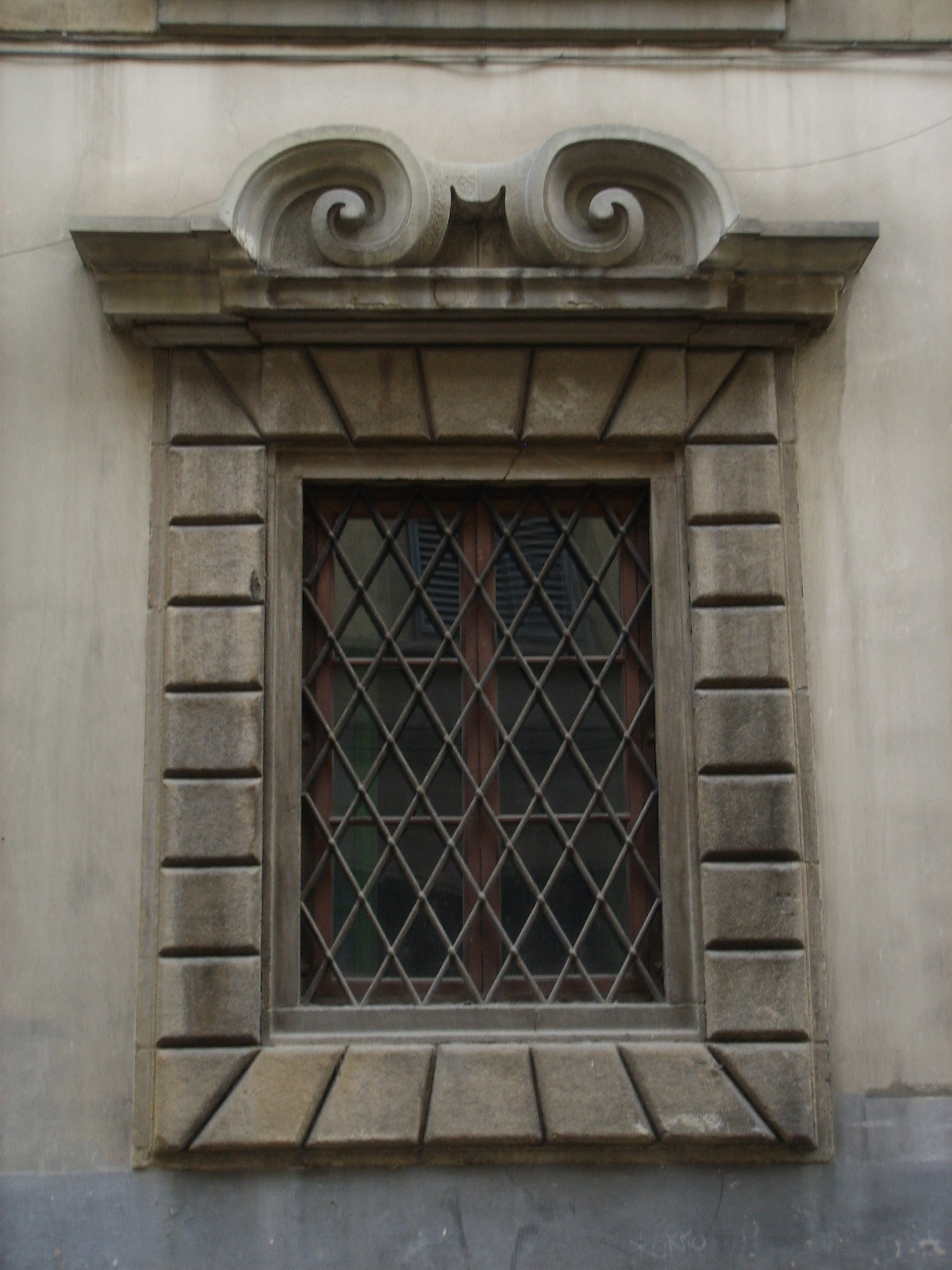
Finestra